# Arnd Lauber
Arnd Lauber (* 26. Oktober 1976 in Bremen) ist ein deutscher Schachspieler.

## Leben

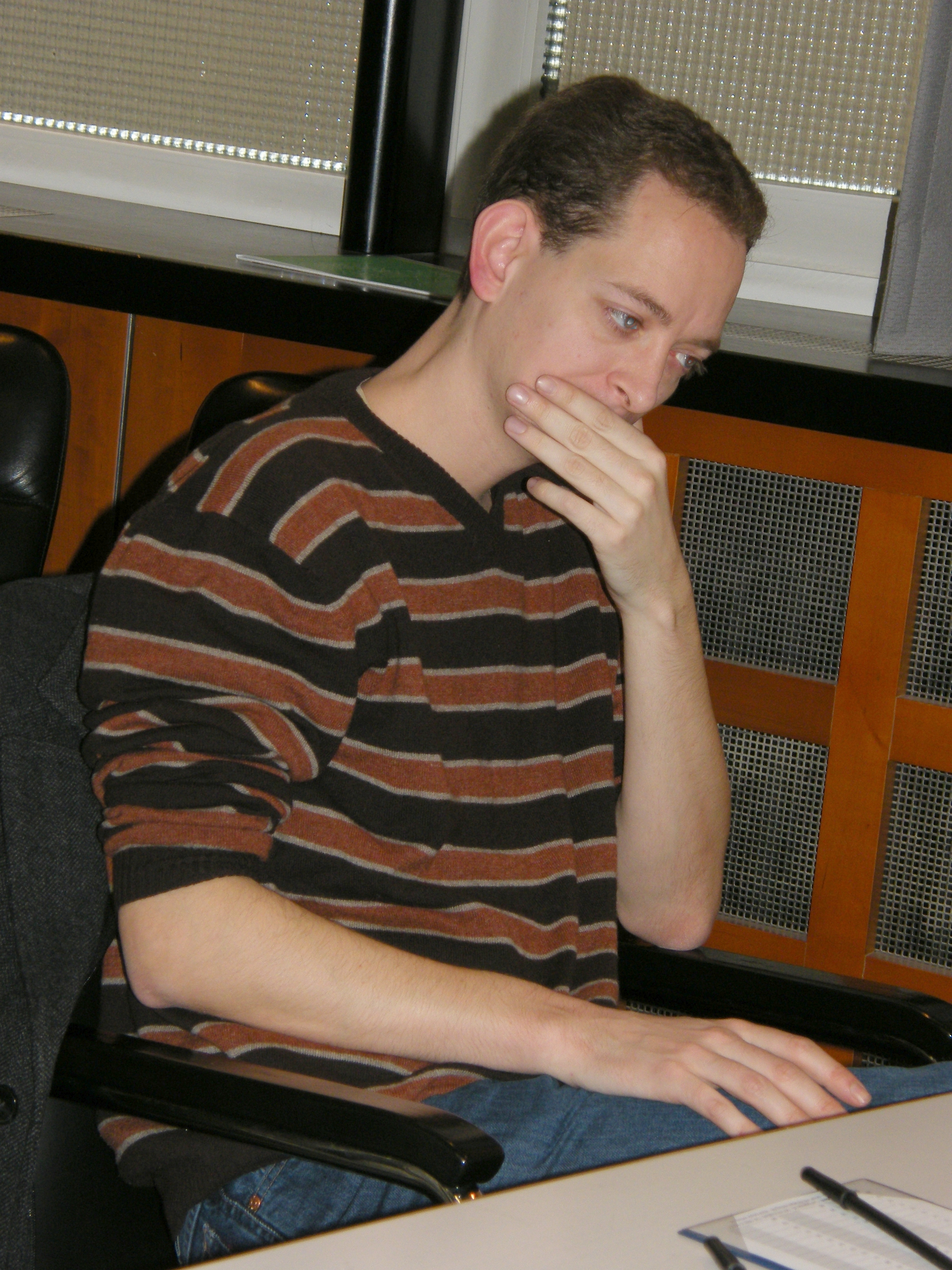
Arnd Lauber im Rathaus Schöneberg 2008

Arnd Lauber besuchte das Ökumenische Gymnasium in Bremen-Oberneuland und absolvierte anschließend in Stuttgart seinen Wehrdienst bei der Sportfördergruppe der Bundeswehr. Er studierte Mathematik an der Georg-August-Universität Göttingen. Studienaufenthalte hatte er in Barcelona, Paris, Puebla und Rio de Janeiro. Er promovierte 2004 bei Hartje Kriete und Manfred Denker zum Thema On the Stability of Julia Sets of Functions having Baker Domains und war danach drei Jahre lang Juniorprofessor an der University of Illinois at Urbana-Champaign.

## Erfolge
Mit der Mannschaft des Landes Bremen gewann er 1991 die Norddeutsche C-Jugend-Mannschaftsmeisterschaft in Münster. 1990 bis 1994 war er fünfmal hintereinander Bremer Jugendeinzelmeister in verschiedenen Altersklassen und 1993 Bremer Jugendmeister im Blitzschach. 1995 wurde er Deutscher Jugendmeister U20 in Leipzig (wofür ihm vom Landesschachbund Bremen die Goldene Ehrennadel verliehen wurde), bei der folgenden U20-Juniorenweltmeisterschaft in Medellín wurde er 1996 19. von 58 Teilnehmern. Im März 2006 und Februar 2007 gewann er die Bremer Blitzmeisterschaft. Beim 24. Open in Lübeck-Travemünde belegte er im Dezember 2007 mit 6,5 aus 7 den dritten Platz. Eine Großmeister-Norm erreichte er im März 2008 beim 12. Neckar-Open in Deizisau. Das 15. Open in Cuxhaven im April 2008 gewann er mit 8 aus 8. Im Juni 2008 gewann er das Turm-Open in Lippstadt mit 6,5 Punkten aus 7 Partien und einem Punkt Vorsprung.

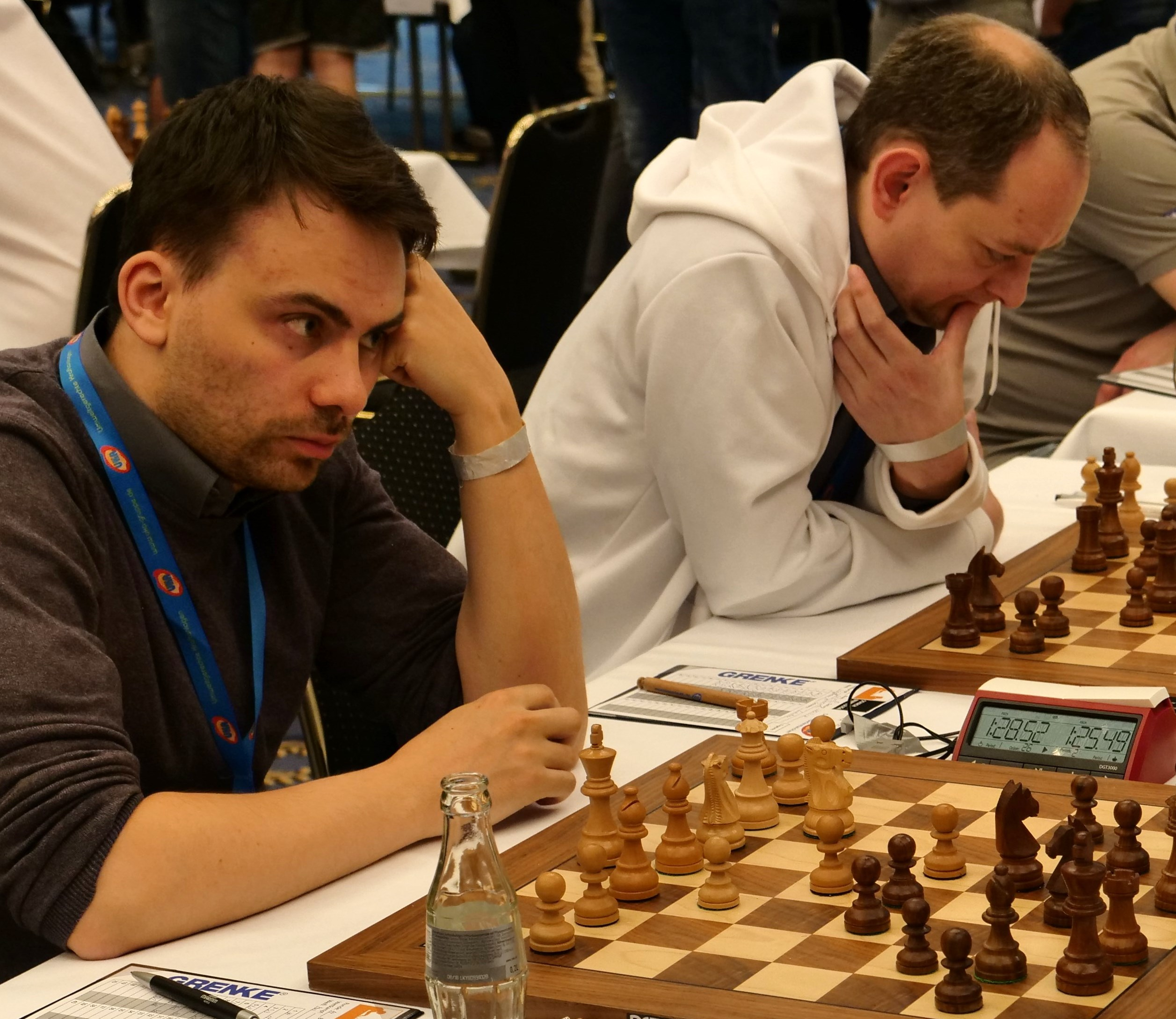
Mit Dennes Abel (vorn) für die Schachfreunde Berlin in der Bundesliga-Endrunde 2018

Mit dem Delmenhorster SK, für den er auch als Jugendtrainer fungierte, spielte er ab der Saison 1995/96 bis zum Rückzug des Vereins in der Saison 1999/2000 in der deutschen Schachbundesliga. Seit der Saison 2008/09 spielt er für die Schachfreunde Berlin. In seiner ersten Saison für die Berliner erzielte er seine zweite Großmeister-Norm. In der deutschen Nationalmannschaft war er für den C-Kader nominiert.
Arnd Lauber trägt seit 1999 den Titel Internationaler Meister. Seine Elo-Zahl konnte er im Juli 2008 auf 2502 steigern, nachdem sie sich seit Januar 2008 um 85 Punkte verbessert hatte.
Als Anziehender beginnt Lauber in der Regel mit dem Damenbauern (1. d4), als Schwarzer spielt er auf 1. e4 meistens die Caro-Kann-Verteidigung. Gegen 1. d4 wählt er die Nimzowitsch-Indische Verteidigung oder die Wiener Variante im Abgelehnten Damengambit. Die Englische Eröffnung (1. c4) und 1. Sf3 beantwortet er mit Übergängen in diese beiden Systeme.